# Nine Days (Film)
Nine Days ist ein Film von Edson Oda, der im Januar 2020 beim Sundance Film Festival seine Premiere feierte und am 30. Juli 2021 in die US-Kinos kam.

## Handlung
In einer parallelen Dimension, die an einem trockenen Salzsee in einer Wüstenlandschaft gelegen ist, bewohnen die Freiseelen von Menschen neun Tage lang kleine Häuser. Auch Will lebt hier und arbeitet als „Interviewer“. Er überwacht gleichzeitig bereits von ihm ausgewählte und lebende Menschen von mehreren Monitoren aus, macht sich Notizen zu dem Verhalten eines Jeden und hält das Ergebnis auf Videobändern fest. Wie auch sein Kollege Kyo verbringt er seine Tage damit, die in der Schwebe hängenden Kandidaten zu bewerten, um deren Seelen Neugeborenen zuzuführen. Wenn sie als würdig  angesehen und ausgewählt werden, vergessen sie ihre Erfahrungen aus der  Präexistenz. Denen, die sich nicht als würdig erweisen, gewähren Will und Kyo die Möglichkeit, einen Moment ihres Lebens auszuwählen, den sie auf Erden noch einmal erleben wollen.
Zu den Kandidaten, die am längsten den Test durchlaufen, ob ihre Seelen neu geboren werden sollen, gehören Anne, Kane, Maria, Mike, Alexander und Emma. Sie werden angewiesen, die Inhalte von zuvor ausgewählten Themen auf Fernsehbildschirmen zu betrachten und anschließend hierzu befragt, wobei sie völlig verschiedene Antworten geben.

## Produktion

### Filmstab und Besetzung
Regie führte Edson Oda, der auch das Drehbuch schrieb und in diesen Funktionen zuvor lediglich Kurzfilme schuf. Oda wurde in Brasilien geboren und katholisch erzogen. Er sieht Nine Days jedoch nicht als einen religiösen Film an.
Die Hauptrolle von Will wurde mit Winston Duke besetzt. Diese Figur ist an Odas Onkel angelehnt, der Selbstmord begangen hatte, als der Regisseur 12 Jahre alt war. Oda beschreibt diesen als einfach sehr netten und sehr sensiblen Menschen. Benedict Wong spielt Wills Kollegen Kyo. Ihre Kandidatinnen Anne, Maria und Emma werden von Perry Smith, Arianna Ortiz und Zazie Beetz, die Kandidaten Kane, Mike und Alexander von Bill Skarsgård, David Rysdahl und Tony Hale gespielt. Wills Lieblingsseele Amanda, eine gefeierte Konzertbratschistin, die unerwartet verstirbt, wird von Lisa Starrett verkörpert.

### Dreharbeiten und Szenenbild

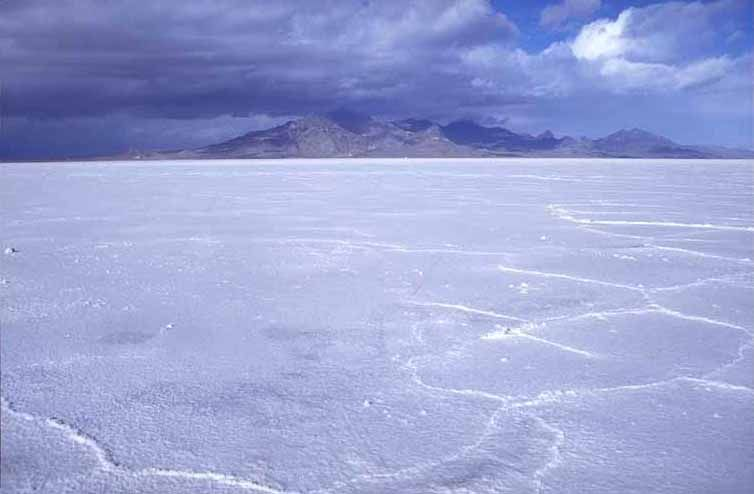
Einer der Drehorte: Die Bonneville Salt Flats in der Großen Salzwüste in Utah

Die Aufnahmen entstanden an 24 Drehtagen zwischen Juni und August 2019 an verschiedenen Orten in Utah, mit weiteren neun Tagen durch die B-Unit. Gedreht wurde in Salt Lake City und Umgebung, so im Erholungsgebiet Knolls und den nahe gelegenen Bonneville Salt Flats. Als Kameramann fungierte Wyatt Garfield, das Szenenbild schuf Dan Hermansen. Peter Debruge von Variety vergleicht die von ihnen geschaffene parallele Dimension mit einem Fegefeuer und einem „prägatorischen“ Ort, an dem die Seelen ihre Tage in der Schwebe verbringen, um sich zu beweisen. Die kleinen Häuser erinnern ihn an den Craftsman-Stil.

### Filmmusik und Veröffentlichung
Die Filmmusik komponierte der Brasilianer Antonio Pinto. Das Soundtrack-Album mit insgesamt 19 Musikstücken wurde am 9. Juli 2021 von Warner Classics als Download und auf CD veröffentlicht.
Die Premiere des Films erfolgte am 27. Januar 2020 beim Sundance Film Festival. Im März 2020 sollte er beim South by Southwest Film Festival gezeigt werden. Wenige Tage vor Beginn des Festivals wurde dieses aufgrund der Coronavirus-Pandemie auf einen unbekannten Zeitpunkt verschoben, somit auch die Vorstellung des Films. Anfang Oktober 2020 wurde er beim Film Festival Cologne gezeigt und ab Mitte Oktober 2020 beim AFI Film Festival in der Sektion „New Auteurs“ vorgestellt. Am 22. Oktober 2020 eröffnete er das Austin Film Festival. Im April 2021 wurde er beim Golden Horse Film Festival gezeigt. Sony Pictures Classics brachte den Film am 30. Juli  2021 in die US-Kinos. Dort erhielt der Film von der MPAA ein R-Rating, was einer Freigabe ab 17 Jahren entspricht.

## Rezeption

### Kritiken
Der Film konnte bislang 90 Prozent der auf Rotten Tomatoes aufgeführten Kritiker überzeugen bei einer durchschnittlichen Bewertung von 7,7 der möglichen 10 Punkte, womit er aus den 22. Annual Golden Tomato Awards als Fünftplatzierter in der Kategorie Sci-Fi & Fantasy Movies der Filme des Jahres 2021 hervorging. Auf Metacritic erhielt der Film einen Metascore von 72 von 100 möglichen Punkten.

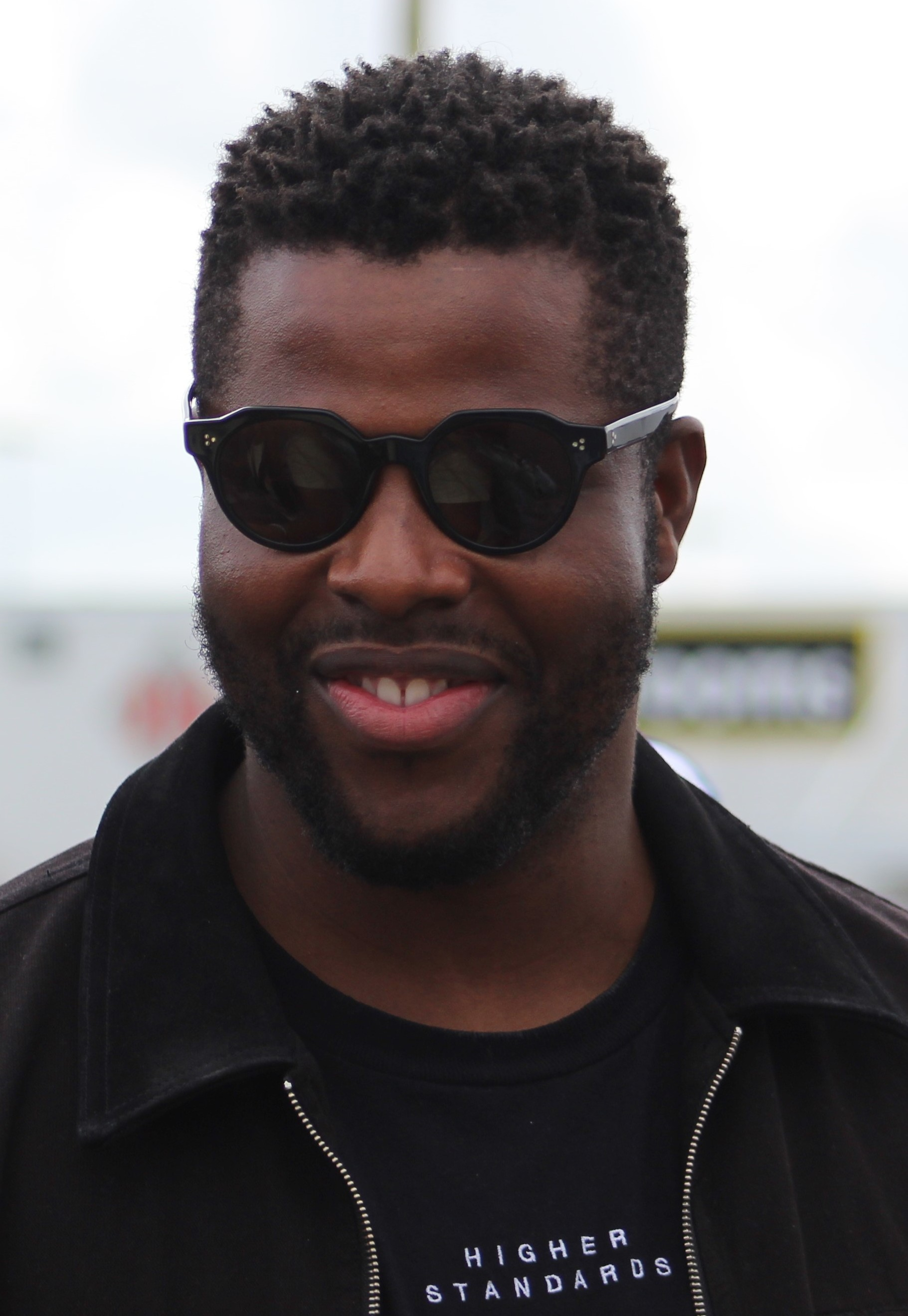
Winston Duke spielt Will

Peter Debruge von Variety erklärt, der Film zeige, wie schwer es für eine Seele ist, geboren zu werden und warum die Lebenden dieses Geschenk niemals für selbstverständlich halten sollten. Zu diesem Zweck habe Edson Oda eine neue Metapher erfunden, die zeigt, wie Seelen für die Verantwortung des Lebens ausgewählt werden. Während möglicherweise kein anderer Film etwas gegen einen Selbstmord unternehmen könne, erinnere Nine Days eindringlich daran, wie glücklich wir uns schätzen dürfen, hier zu sein und die Erde ein Planet voller Lottogewinner sei. Der Film sei eines jener seltenen Kunstwerke, das den Zuschauer dazu einlädt, seine gesamte Weltanschauung oder religiöse Überzeugungen zu überdenken und damit auch, wie man sich im Leben verhält.
Gregory Ellwood von The Playlist schreibt, Will sei gelinde gesagt ein komplexer Charakter, und Winston Duke vermittele diesem sein starres Äußeres, mache aber auch dessen Mitgefühl glaubwürdig. Ohne Dukes Präsenz würde der Film einfach nicht funktionieren, so Ellwood. Weiter hebt der Filmkritiker die Arbeit von Szenenbildner Dan Hermansen hervor, dessen innovativen Konzepte die von Will arrangierten „Momente“ absolut herausragend zum Leben erweckten. Auch Kameramann Wyatt Garfield leiste beeindruckende Arbeit, und die von Odas Landsmann Antonio Pinto komponierte Filmmusik sei wunderbar erhaben. Ellwood resümiert, Nine Days sei nicht nur einfallsreich, sondern eine Art Filmkunst, wie es sie heutzutage nur noch selten gibt.

### Auszeichnungen
Black Reel Awards 2021
- Nominierung als Bester Independent-Film (Edson Oda)
- Nominierung als Bester Hauptdarsteller (Winston Duke)[19]

Gotham Awards 2021
- Nominierung für die Beste Nachwuchsregie (Edson Oda)[20]

Hollywood Music in Media Awards 2021
- Nominierung für die Beste Filmmusik – Independent Film (Antonio Pinto)[21]

Independent Spirit Awards 2021
- Nominierung als Bester Debütfilm
- Nominierung als Bester Nebendarsteller (Benedict Wong)

Internationales Filmfestival von Stockholm 2020
- Nominierung als Bester Film für das Bronzene Pferd (Edson Oda)[22]

Sundance Film Festival 2020
- Nominierung im U.S. Dramatic Competition (Edson Oda)
- Auszeichnung mit dem Waldo Salt Screenwriting Award – U.S. Dramatic (Edson Oda)

Sunset Film Circle Awards 2020
- Nominierung als Bester Film
- Nominierung als Bester Schauspieler (Winston Duke)
- Nominierung als Beste Nebendarstellerin (Zazie Beetz)
- Nominierung für das Beste Drehbuch (Edson Oda)
- Nominierung „Directors to watch“ (Edson Oda)[23]

## Synchronisation
Die deutsche Synchronisation entstand nach einem Dialogbuch von Carsten Bengelsdorf und der Dialogregie von Zoë Beck im Auftrag der VSI Synchron GmbH in Berlin.
| Darsteller     | Synchronsprecher  | Rolle     |
| -------------- | ----------------- | --------- |
| Winston Duke   | Armin Schlagwein  | Will      |
| Benedict Wong  | Achim Buch        | Kyo       |
| Bill Skarsgård | Jeremias Koschorz | Kane      |
| Tony Hale      | Dennis Herrmann   | Alexander |
| Zazie Beetz    | Dana Friedrich    | Emma      |
| David Rysdahl  | Dirk Stollberg    | Mike      |